# Выборы в Европейский парламент в Люксембурге (2004)
Выборы в Европейский парламент в Люксембурге проходили 13 июня 2004 года одновременно с парламентскими выборами. Люксембург был представлен 6 депутатами. 
Правящая Христианско-социальная народная партия увеличила своё представительство.

## Результаты
| Национальная партия                     | Национальная партия                                       | Европейская партия                      | Главный кандидат                    | Голоса    | %      | +/–    | Места | +/–  |
| --------------------------------------- | --------------------------------------------------------- | --------------------------------------- | ----------------------------------- | --------- | ------ | ------ | ----- | ---- |
|                                         | Христианско-социальная народная партия (CSV)              | Европейская народная партия             | Вивиан Рединг                       | 404 823   | 37,14  | +5,4 ▲ | 3     | +1 ▲ |
|                                         | Люксембургская социалистическая рабочая партия (LSAP)     | Партия европейских социалистов          | Жан Ассельборн                      | 240 484   | 22,06  | -1,6 ▼ | 1     | -1 ▼ |
|                                         | Зелёные (DG)                                              | Европейская партия зелёных              | Клод Тарм                           | 163 754   | 15,02  | +4,3 ▲ | 1     | 0    |
|                                         | Демократическая партия (DP)                               | Альянс либералов и демократов за Европу | Лиди Полфер                         | 162 064   | 14,87  | -5,6 ▼ | 1     | 0    |
|                                         | Альтернативная демократическая реформистская партия (ADR) | Альянс Европы наций                     | Гастон Гиберьян                     | 87 666    | 8,04   | -1,0 ▼ | 0     | 0    |
|                                         | Левые (DL)                                                | Европейские левые                       | Андре Оффманн                       | 18 345    | 1,68   | -1,1 ▼ | 0     | 0    |
|                                         | Коммунистическая партия (KPL)                             | —                                       | Зенон Бернар                        | 12 800    | 1,17   | —      | 0     | 0    |
| Действительных голосов                  | Действительных голосов                                    | Действительных голосов                  | Действительных голосов              | 1 089 936 | —      |        |       |      |
| Действительных бюллетеней               | Действительных бюллетеней                                 | Действительных бюллетеней               | Действительных бюллетеней           | 192 185   | 91,65  |        |       |      |
| Недействительных/пустых бюллетеней      | Недействительных/пустых бюллетеней                        | Недействительных/пустых бюллетеней      | Недействительных/пустых бюллетеней  | 17 504    | 8,35   |        |       |      |
| Всего                                   | Всего                                                     | Всего                                   | Всего                               | 209 689   | 100,00 | —      | 6     | 0    |
| Зарегистрированных избирателей/Явка     | Зарегистрированных избирателей/Явка                       | Зарегистрированных избирателей/Явка     | Зарегистрированных избирателей/Явка | 229 550   | 91,35  |        |       |      |
| Источник: Centre Informatique de l'État |                                                           |                                         |                                     |           |        |        |       |      |